# Hsingan
Hsingan, även känd som Xing'an, var en provins som var belägen i nordöstra Kina som i stort sett omfattade i nuvarande Hulunbuir. Provinsen fick sitt namn efter Stora Hinggan-bergen och dess huvudstad var Hailar. Provinsen kallades ibland Barga efter distriktet med samma namn i den östra delen av provinsen.
Hsingan grundades ursprungligen 1932 som ett administrativt område i den japanska lydstaten Manchukuo och 1943 blev området en egen provins som hade en yta på 380 000 km², vilket utgjorde en tredjedel av Manchukuos yta. Hsingans befolkning uppgick till cirka 965 000 år 1935 och var övervägande mongoler, varför området administrerades av en mongolisk furste under japanskt överinseende.
Hsingan var skådeplats för en rad sammandrabbningar i det Sovjet-japanska gränskriget, varav Slaget om Chalchin-Gol 1939 var en av de mest kända.
Efter Japans nederlag i det andra kinesisk-japanska kriget 1945 införlivades Manchukuo med Republiken Kina, men den kinesiska regeringen erkände Hsingan som en provins. Hsingan upplöstes dock efter Folkrepubliken Kinas grundande och uppgick i Hulunbuir i Inre Mongoliet. Idag beräknas 80 procent av områdets befolkning vara hankineser.
Även sedan provinsen i praktiken upphört att existera så markerades provinsen länge på officiella kartor publicerade i Republiken Kina på Taiwan.